# Peromyscus megalops
Peromyscus megalops is een zoogdier uit de familie van de Cricetidae. De wetenschappelijke naam van de soort werd voor het eerst geldig gepubliceerd door Merriam in 1898. Ze werd in 1895 ontdekt in de bergen nabij Ozolotepec in de Mexicaanse staat Oaxaca.